# Амасонас (Колумбія)
Амасо́нас (ісп. Amazonas) — департамент на крайньому південному сході Колумбії, на межі кордонів з Перу та Бразилією. В кінці XX ст адміністративна одиниця називалась комісарія Амазонас.
Площа — 109665 км².
Населення — 67,7 тис. осіб (2005; 17 тис. в 1977).
Адміністративний центр — Летісія.

## Природа

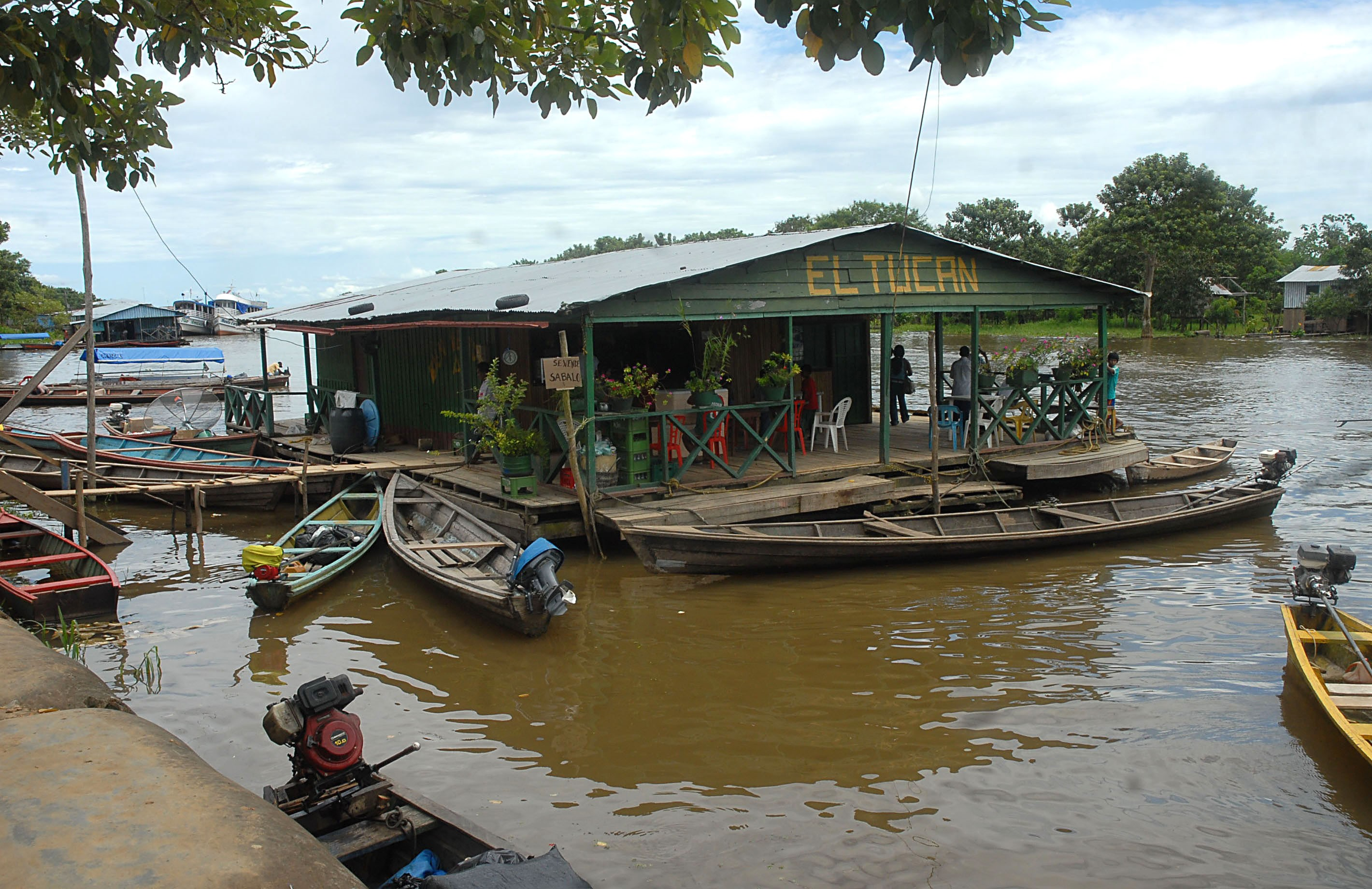
Амазонка біля міста Летісія

Департамент розташований на Амазонській низовині. Клімат екваторіальний. Пересічні температури понад 25 °C. Опадів 3000-5000 мм за рік. Переважаюча рослинність — гілеї, в долинах річок — галерейні вічнозелені ліси.

## Економіка
Основне заняття населення — сільське господарство та рибальство.
Головні шляхи — річки Апапоріс, Какета та Путумайо.